# I Cried for You
"I Cried for You" é uma canção da cantora georgiana Katie Melua, single de seu segundo álbum, Piece by Piece. O single é um duplo Lado A, consistindo de "I Cried for You", composição própria de Melua, e uma versão cover da canção "Just Like Heaven" da banda The Cure, a qual foi a música tema do filme Just like Heaven (no Brasil, E Se Fosse Verdade...; em Portugal, Enquanto Estiveres Aí). "I Cried for You" foi inspirada na ideia de Jesus e Maria Madalena terem tido uma relação próxima, e a perda que ela teria sentido.